# Temple (Paris)

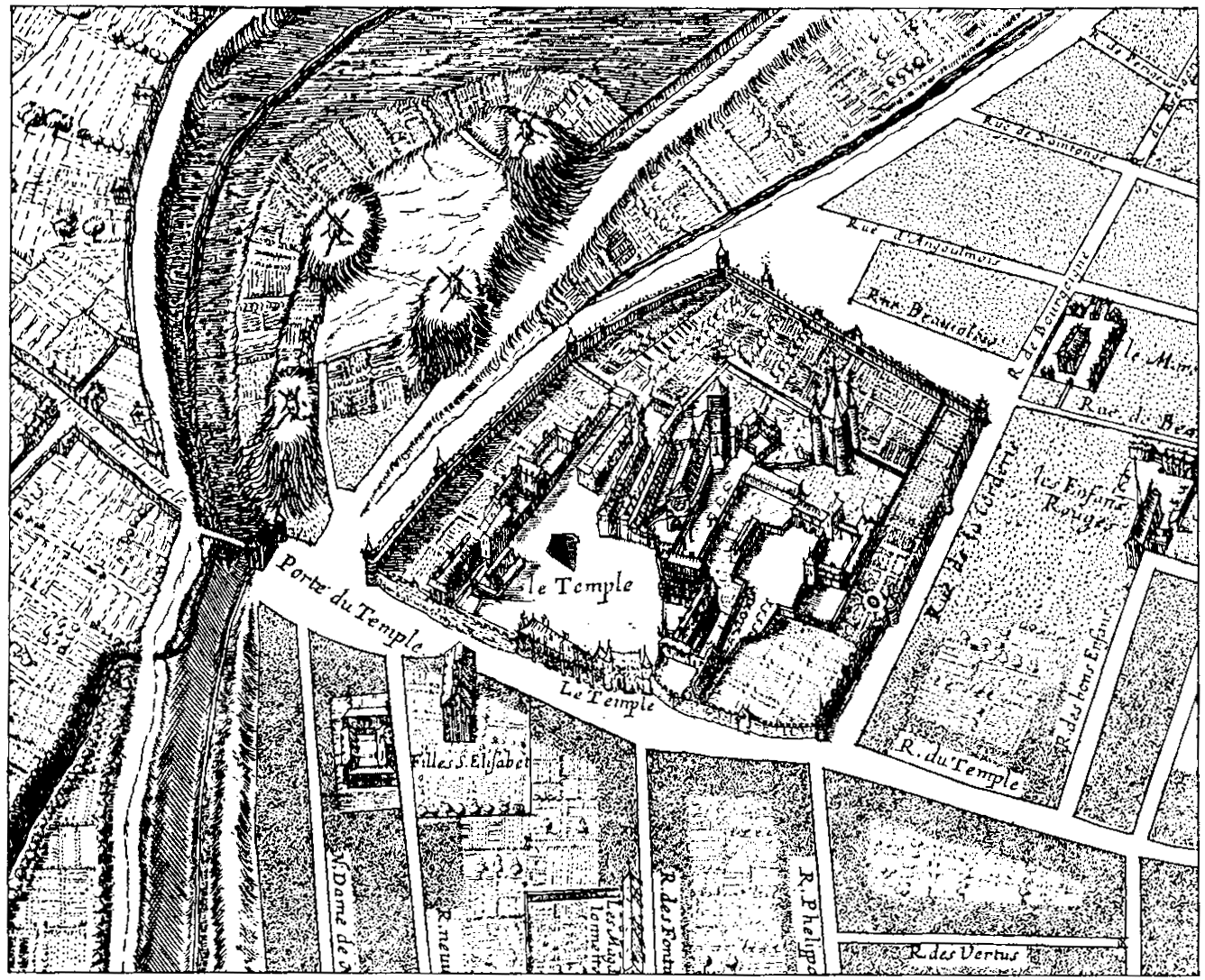
Théodor-Joseph-Hubert Hoffbauer nach Gombust: Quartier du Temple, en 1652, faksimilierter Stich

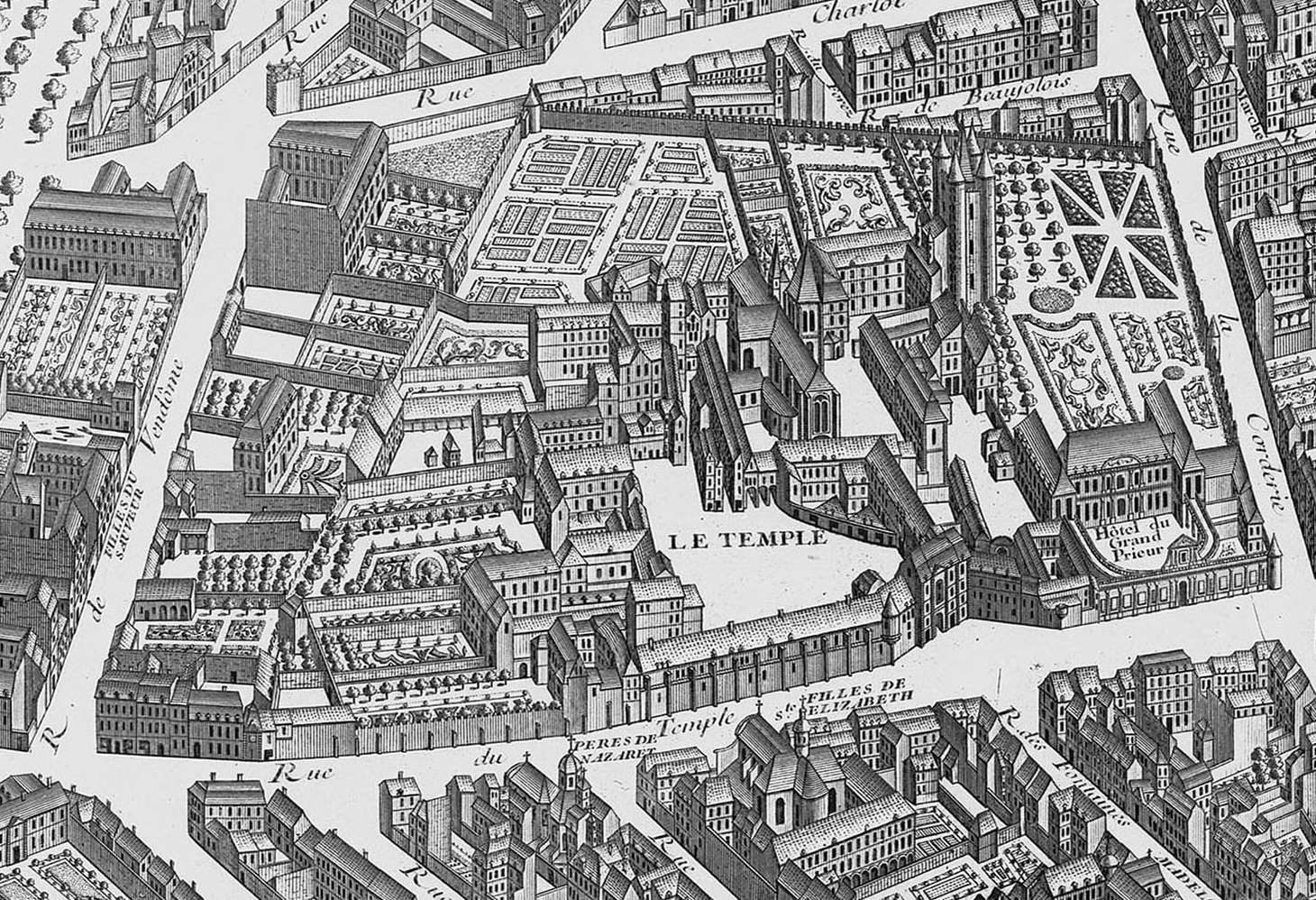
Théodor-Joseph-Hubert Hoffbauer nach Brezet: Le Temple, en 1734, faksimilierter Stich

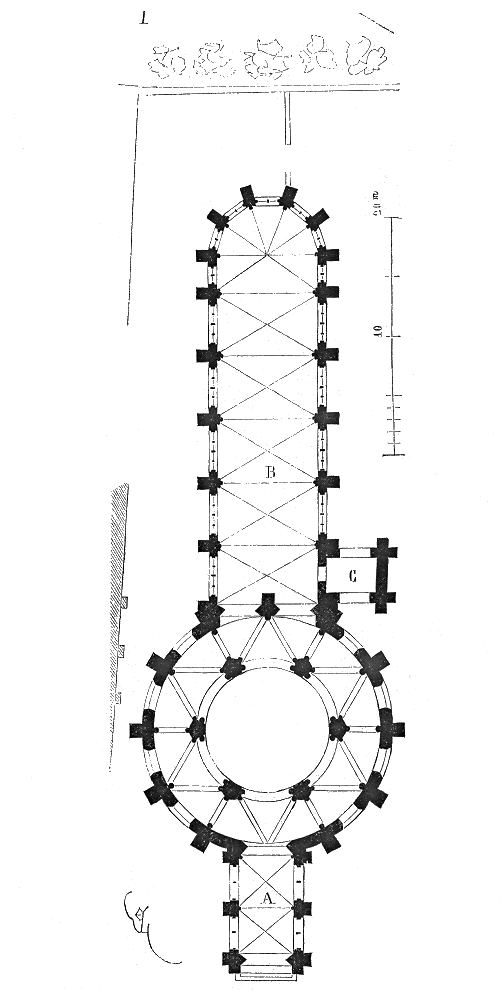
Plan der Templerkirche nach Viollet-le-Duc

Temple ist die Bezeichnung sowohl für das seinerzeit außerhalb von Paris gelegene Ordensgebiet La Ville Neuve du Temple, in dem die Templer sich nach dem Fall Akkons im Jahre 1291 niederließen, als auch für den dort errichteten Bergfried Tour du Temple, in dem unter Philippe dem Schönen der französische Staatsschatz gelagert wurde und später ein Temple genanntes Gefängnis entstand. Die Bezeichnung ging schließlich auf das 3. Arrondissement über, in dessen Bereich das Ordensgebiet lag. Von den Gebäuden blieb nichts erhalten.

## Geschichte

### Mittelalter
Die Templer hatten ihr Haus in Paris, den Temple, ab etwa 1130 bei Saint-Jean-en-Grève. Ein Nouveau Temple hinter Saint-Gervais ersetzte bald den Vieux Temple. Nach dem Fall Akkons im Jahre 1291 war der Temple die gewöhnliche Residenz des Großmeisters. Am Morgen des 13. Oktober 1307 begann die Verhaftungswelle gegen Mitglieder des Templerordens, die auch den Temple in Paris erfasst. Hier wurden 138 von den 546 Templern in Paris festgenommen. Da der Verhaftungsbefehl auch die Enteignung des als hoch eingeschätzten Templerschatzes beinhaltete, vermuteten die Milizen des Königs den Goldschatz im Temple, suchten ihn hier jedoch vergebens. Nach dem Fall der Templer, den Prozessen gegen die wichtigsten Amtsinhaber wie Jacques de Molay und andere durch König Philippe den Schönen ab Juni 1308 und vor allem nach der päpstlichen Bulle Vox in excelso von 1314 wurde das Gebiet dem Johanniterorden übergeben, der dort bis zur Säkularisation während der Französischen Revolution 1791 die Gebietshoheit innehatte. Dieser Ordensdistrikt, der Enclos du Temple, befand sich im Nordosten des Marais. Das durch eine Mauer vom Rest der Stadt abgegrenzte Gebiet entwickelte sich vor allem während des 17. und 18. Jahrhunderts durch den Bau von hôtels particuliers, Straßen und Gewerbeflächen, die neben den Ordensgebäuden zu einer Stadt in der Stadt heranwuchsen.
Die aus dem Mittelalter stammenden Privilegien wie zum Beispiel die Zunftfreiheit und das Kirchenasyl zogen Menschen aus unterschiedlichsten Schichten in den Temple: Neben den Ordensbrüdern bewohnten freie Händler, Gewerbetreibende, Adelige und Bürger, die Schutz vor der königlichen Polizei suchten, die etwa 125 Hektar an der Rue du Temple. Es entstand eine sehr heterogene Gesellschaft verschiedener sozialer Schichten, die unabhängig voneinander ihr Leben dort führten.

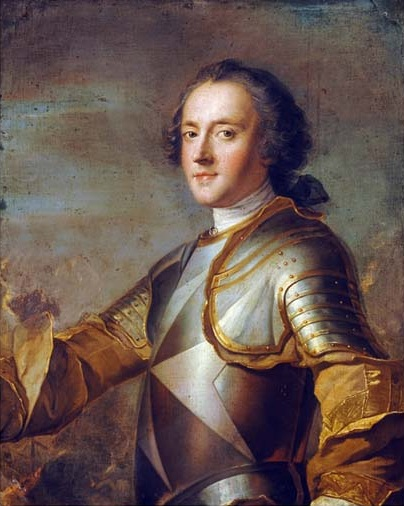
Großprior Jean-Philippe Francois d’Orléans (nach Jean-Marc Nattier)

### Neuzeit
Der Temple hatte keinen besonders guten Ruf in Paris: In den Augen der Pariser Bevölkerung gab die Mischung aus Halbkriminellen, Geschäftemachern und vergnügungssüchtigen Adeligen dem eigentlich religiösen Bezirk einen sündigen Anstrich. Besonders der Großprior des Malteserordens Jean Philippe François d’Orléans (1702–1748) feierte ausschweifende Abende, die das libertäre Ansehen des Temple festigten. Sein Nachfolger Louis-François de Bourbon, prince de Conti wurde 1749 Großprior und hielt im Palais du Temple einen wichtigen Salon, in dem die Philosophen der Aufklärung wie Jean-Jacques Rousseau und Beaumarchais mit der Pariser Hocharistokratie zusammenkamen.

### Französische Revolution und danach
Bekannt wurde der Temple vor allem wieder während der französischen Revolution, als man dort 1792 Ludwig XVI. und die französische Königsfamilie nach dem Sturm auf die Tuilerien gefangen hielt. Der ungeklärte Tod Ludwigs XVII. im Temple gab und gibt bis heute den Nährboden für Legenden um den wirklichen Verbleib des Königssohnes.
Der während der französischen Revolution säkularisierte Distrikt verfiel zum Ende des 18. Jahrhunderts immer mehr. Die Planungen Haussmanns zerstörten die alten Anlagen Mitte des 19. Jahrhunderts endgültig, so dass heute vom alten Temple bis auf ein paar Häuser nichts mehr übrig geblieben ist. Heute befinden sich das Rathaus des 3. Arrondissements und der Square du Temple – Elie Wiesel auf dem Gelände des Palastes.

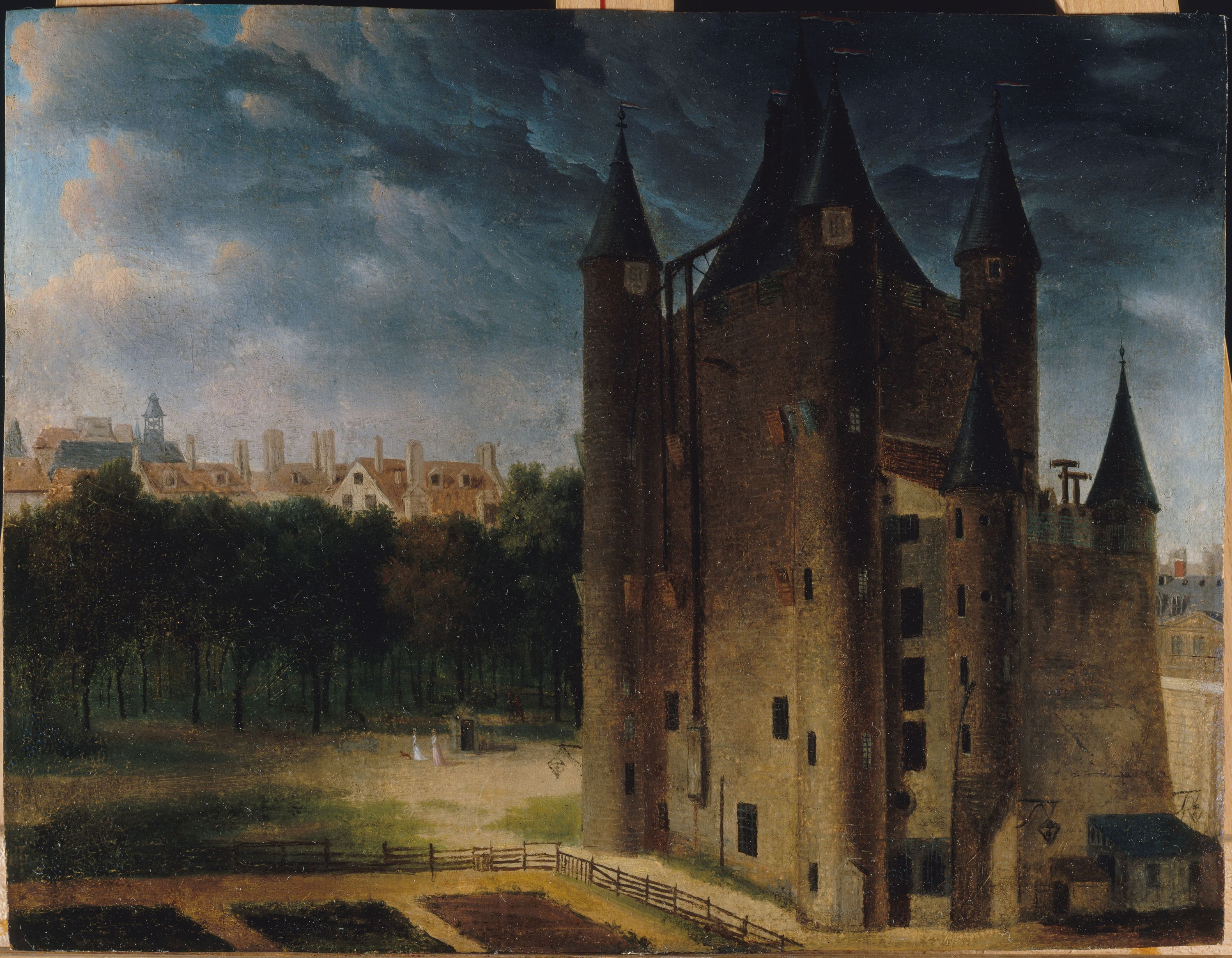
Tour du Temple 1795